# Église de l'Assomption de Marsa
L'église de l'Assomption (Ta' Ċeppuna) est une église catholique située à Marsa, à Malte, occupée par les frères mineurs capucins.

## Historique
Cette église a pendant très longtemps été abandonnée